# José Antonio Sánchez Medina
José Antonio Sánchez Medina (Bilbao, 2 agosto 1970) è un ex atleta paralimpico spagnolo.

## Biografia
Ha cominciato a gareggiare nel 1990 e nel 1992, ai Giochi di Barcellona, ha conquistato quattro medaglie, tre sulle medie distanze (400, 800 e 1500 metri piani) e una, d'oro, nella staffetta 4×400 metri, con Sergio Sánchez Hernández, Juan Antonio Prieto e Enrique Sánchez-Guijo. Il quartetto si è riconfermato, vincendo nuovamente l'oro alle Paralimpiadi di Atlanta 1996; individualmente l'atleta guadagnava altri due ori nello stesso evento, negli 800 e 1500 metri.
Negli anni successivi e fino al ritiro, José Antonio Sánchez Medina non ha più raggiunto i vertici toccati a Barcellona ed Atlanta, ma la parabola dell'atleta si inserisce a pieno titolo nella storia di un gruppo di giovani atleti spagnoli che, negli anni dal 1992 al 2000 hanno raggiunto costantemente il podio ed hanno, insieme, rappresentato una scuola nazionale di alto valore, per il quale sono stati premiati con il conferimento della medaglia dell'Ordine reale del merito sportivo.

## Palmarès
| Anno | Manifestazione       | Sede       | Evento           | Risultato | Prestazione | Note  |
| ---- | -------------------- | ---------- | ---------------- | --------- | ----------- | ----- |
| 1991 | Europei IBSA         | Caen       | 400 m piani B2   | Oro       |             |       |
| 1991 | Europei IBSA         | Caen       | 800 m piani B2   | Argento   |             |       |
| 1991 | Europei IBSA         | Caen       | 4×400 m B1-B3    | Oro       |             |       |
| 1992 | Giochi paralimpici   | Barcellona | 400 m piani B2   | Argento   | 51"25       |       |
| 1992 | Giochi paralimpici   | Barcellona | 800 m piani B2   | Argento   | 1'56"33     |       |
| 1992 | Giochi paralimpici   | Barcellona | 1500 m B2        | Bronzo    | 4'04"12     |       |
| 1992 | Giochi paralimpici   | Barcellona | 4×400 m B1-B3    | Oro       | 3'19"67     | [ 1 ] |
| 1993 | Europei IBSA         | Dublino    | 400 m piani B2   | Oro       |             |       |
| 1993 | Europei IBSA         | Dublino    | 800 m piani B2   | Argento   |             |       |
| 1993 | Europei IBSA         | Dublino    | 4×400 m B1-B3    | Oro       |             |       |
| 1994 | Mondiali paralimpici | Berlino    | 400 m piani B2   | Bronzo    |             |       |
| 1994 | Mondiali paralimpici | Berlino    | 800 m piani B2   | Argento   |             |       |
| 1995 | Europei IBSA         | Valencia   | 800 m piani B2   | Oro       |             |       |
| 1995 | Europei IBSA         | Valencia   | 1500 m piani B2  | Argento   |             |       |
| 1996 | Giochi paralimpici   | Atlanta    | 800 m piani T11  | Oro       | 1'59"90     |       |
| 1996 | Giochi paralimpici   | Atlanta    | 1500 m piani T11 | Oro       | 4'01"19     |       |
| 1996 | Giochi paralimpici   | Atlanta    | 4×400 m T10-T12  | Oro       | 3'28"65     | [ 2 ] |
| 1997 | Europei IBSA         | Riccione   | 800 m piani T11  | Bronzo    |             |       |
| 1998 | Mondiali IBSA        | Madrid     | 800 m piani T11  | Bronzo    |             |       |
| 1999 | Europei IBSA         | Lisbona    | 800 m piani T11  | Bronzo    |             |       |
| 2000 | Giochi paralimpici   | Sydney     | 400 m piani T12  | Batteria  | 54"46       |       |

## Onorificenze
- 2006 - Medaglia d'oro dell'Ordine reale del merito sportivo.[3]